# Panterbaars
De panterbaars (Cromileptes altivelis) is een straalvinnige vissensoort uit de familie van zaag- of zeebaarzen (Serranidae). De wetenschappelijke naam van de soort werd voor het eerst geldig gepubliceerd in 1828 door Achille Valenciennes.

## Kenmerken
Deze vis is geel met zwarte stippen, verspreid over het hele lichaam. Vanaf de kop loopt de zijlijn sterk op. De lichaamslengte bedraagt maximaal 70 cm en het gewicht tot 3,5 kg. Ze beginnen hun leven als vrouwtje, maar op latere leeftijd veranderen ze van geslacht.

## Verspreiding en leefgebied
Deze soort komt voor in de Grote en Indische Oceaan.

## Status
De soort staat op de Rode Lijst van de IUCN als Kwetsbaar, beoordelingsjaar 2008. De omvang van de populatie is volgens de IUCN dalend.